# Dragana Zarić
Pour les articles homonymes, voir Zaric.
Dragana Zaric (née le 1er août 1977 à Vršac) est une joueuse de tennis serbo-monténégrine puis serbe, professionnelle de 1994 à 2006.
Pendant sa carrière, elle n'a remporté aucun titre WTA, mais en a décroché vingt-huit (dont vingt-quatre en double) sur le circuit ITF.

## Palmarès

### Titre en double dames
Aucun

### Finale en double dames
| No | Date       | Nom et lieu du tournoi | Catégorie | Dotation  | Surface      | Vainqueures                      | Partenaire     | Score    |          |
| -- | ---------- | ---------------------- | --------- | --------- | ------------ | -------------------------------- | -------------- | -------- | -------- |
| 1  | 16/04/2001 | Colorotex GP Budapest  | Tier V    | 110 000 $ | Terre (ext.) | Tathiana Garbin Janette Husárová | Zsofia Gubacsi | 6-1, 6-3 | Parcours |

## Parcours en Grand Chelem

### En simple
N'a jamais participé à un tableau final.

### En double dames
| Année | Open d'Australie              | Open d'Australie          | Internationaux de France      | Internationaux de France  | Wimbledon                     | Wimbledon              | US Open                       | US Open                |
| ----- | ----------------------------- | ------------------------- | ----------------------------- | ------------------------- | ----------------------------- | ---------------------- | ----------------------------- | ---------------------- |
| 2001  | -                             | -                         | -                             | -                         | 1/4 de finale Maja Matevžič   | V. Ruano Paola Suárez  | 1er tour (1/32) Maja Matevžič | Cara Black Likhovtseva |
| 2002  | 1er tour (1/32) Maja Matevžič | Erika de Lone V. Razzano  | 3e tour (1/8) Maja Matevžič   | Rita Grande P. Schnyder   | 1er tour (1/32) Maja Matevžič | Kimberly Po N. Tauziat | -                             | -                      |
| 2003  | 3e tour (1/8) Kirstin Freye   | Kim Clijsters Ai Sugiyama | 1er tour (1/32) Kirstin Freye | Alina Jidkova A. Morigami | -                             | -                      | -                             | -                      |
| 2004  | 1er tour (1/32) T. Panova     | M. Maleeva C. Martínez    | -                             | -                         | -                             | -                      | -                             | -                      |

Sous le résultat, la partenaire ; à droite, l’ultime équipe adverse.

### En double mixte
| Année | Open d'Australie | Open d'Australie | Internationaux de France | Internationaux de France | Wimbledon                   | Wimbledon              | US Open | US Open |
| 2002  | -                | -                | -                        | -                        | 1er tour (1/32) N. Zimonjić | E. Baltacha Lee Childs | -       | -       |

Sous le résultat, le partenaire ; à droite, l’ultime équipe adverse.

## Classements WTA en fin de saison

### En simple
| Année | 1995 | 1996 | 1997 | 1998 | 1999 | 2000 | 2001 | 2002 | 2003 | 2004 | 2005 |
| Rang  | 320  | 372  | 230  | 263  | 421  | 177  | 244  | 243  | 435  | 473  | 593  |

Source : (en) « Classements de Dragana Zarić », sur le site officiel du WTA Tour

### En double
| Année | 1995 | 1996 | 1997 | 1998 | 1999 | 2000 | 2001 | 2002 | 2003 | 2004 | 2005 |
| Rang  | 379  | 288  | 218  | 271  | 180  | 213  | 105  | 122  | 118  | 249  | 292  |

Source : (en) « Classements de Dragana Zarić », sur le site officiel du WTA Tour